# Rudolf Warzilek

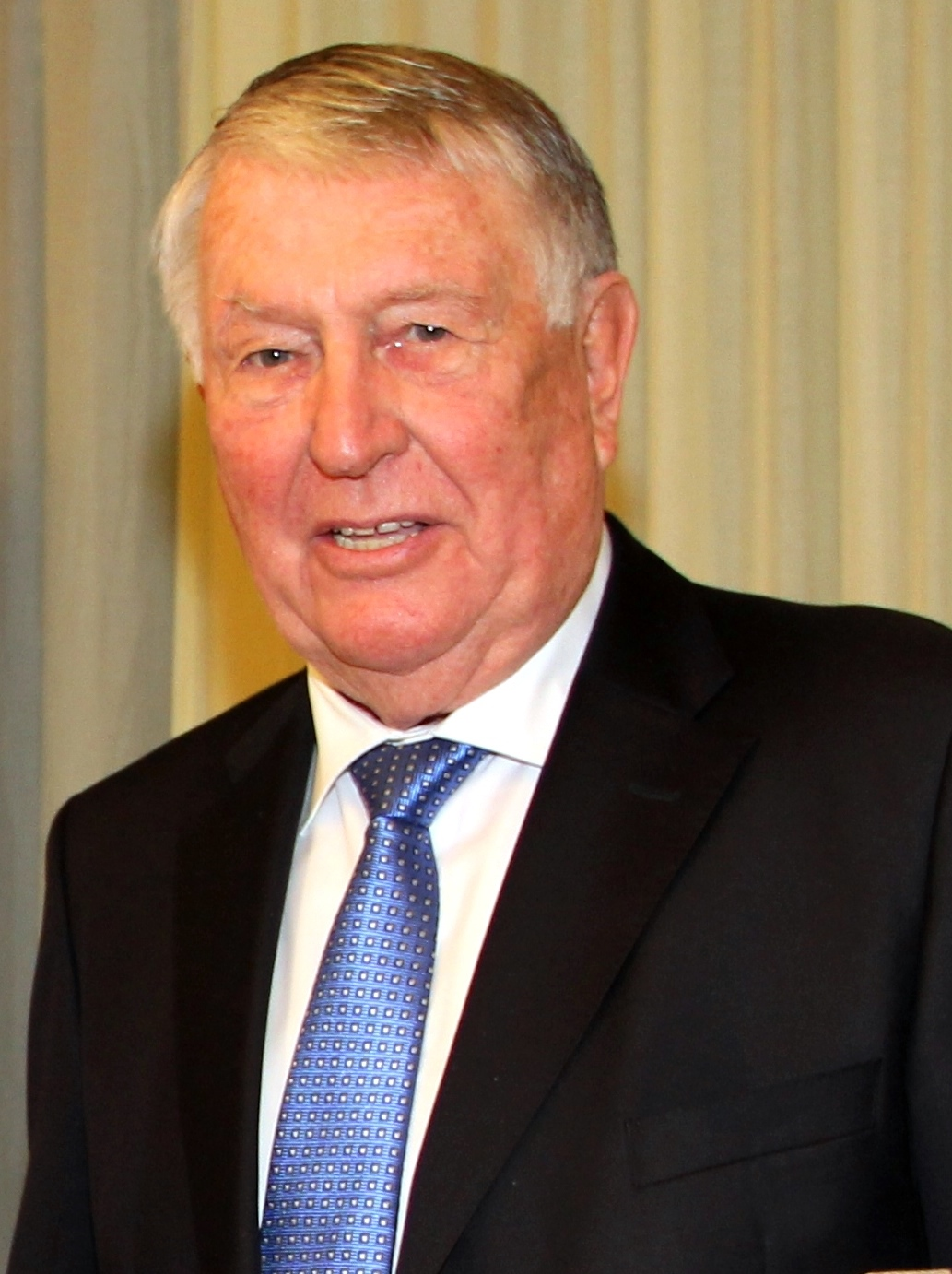
Rudolf Warzilek (2016)

Rudolf Warzilek (* 21. Februar 1939 in Innsbruck; † 30. Juni 2025) war ein österreichischer Politiker der Tiroler Volkspartei in Ruhe. Er war Gemeinderat in Innsbruck und Abgeordneter zum Tiroler Landtag.

## Leben
Rudi Warzilek wurde am 21. Februar 1939 in Innsbruck geboren. Nach der Ausbildung zum Maschinenschlosser trat er 1959 in den Dienst der Sicherheitswache ein und war viele Jahre als Abteilungsinspektor bei der Bundespolizeidirektion Innsbruck tätig. Parallel dazu begann er früh mit seinem gewerkschaftlichen und politischen Engagement, das über Jahrzehnte das politische Geschehen in Innsbruck und Tirol mitprägte.
Privat war Rudi Warzilek ein Familienmensch. Er war seit 1963 verheiratet und Vater von drei Söhnen. In seiner Freizeit widmete er sich mit Leidenschaft der Gartenarbeit, dem Wandern, Skitouren und Radfahren.

## Politik
Sein kommunalpolitischer Weg begann 1977 als Mitglied des Innsbrucker Gemeinderats, dem er bis 1989 angehörte. Von 1983 bis 1993 war er Ortsparteiobmann der ÖVP Reichenau und von 1993 bis 1997 Stadtparteiobmann der Tiroler Volkspartei. Die Einführung der damaligen O-Busse in der Landeshauptstadt sowie die Errichtung eines Wachzimmers im Stadtteil Reichenau gingen u. a. auf seine Initiativen zurück. 1985 wurde Rudi Warzilek in den Tiroler Landtag gewählt, dort war er bis 2003 in zahlreichen Ausschüssen aktiv tätig, unter anderem im Sozial-, Rechts-, Verkehrs- und Gemeindeausschuss.
Besonders eng war Warzilek mit der christlich-sozialen Arbeitnehmervertretung und dem AAB Tirol verbunden. Über viele Jahre übernahm er die Funktion des Bezirksobmannes des AAB Innsbruck. 1998 wurde er zum AAB-Ehrenbezirksobmann gewählt. In der Kameradschaft der Exekutive Österreichs (KdEÖ) war er auf Landesebene ebenso prägend: Als langjähriger Landesvorsitzender, Vorsitzender-Stellvertreter sowie in der Polizei-Personalvertretung auf Bundesebene.
„Für Warzilek standen die soziale Gerechtigkeit und die Anliegen der arbeitenden Bevölkerung immer im Vordergrund. Besonders sein Einsatz als Personalvertreter der Exekutivbeamten war beispiellos. Er war ein starker Arbeitnehmervertreter mit großen christlich-sozialen Wurzeln“, blickte Tirols AAB-Landesobmann Jakob Wolf auf das Wirken Warzileks zurück.
Neben seinen politischen und beruflichen Tätigkeiten engagierte sich Warzilek ehrenamtlich in zahlreichen Vereinen. Auf sein Betreiben hin beschloss der Tiroler Landtag im Jahr 1999 die Gründung des Vereins „Sicheres Tirol“. Warzilek leitete diesen Verein als Präsident gemeinsam mit Sieglinde Schneider bis 2016 und wurde später zum Ehrenpräsidenten ernannt. Die bis heute landesweit bekannten Kindersicherheitstage und die kleinen Kindersicherheitsbüchlein wurden von ihm u. a. ins Leben gerufen. Zudem übernahm er die Präsidentschaft im Dachverein der Sportvereinigung Reichenau. Damit war er auch in der Sportvereinigung Tirol aktiv. Als langjähriges Vorstandsmitglied des Tiroler Jugendherbergswerks erwarb sich Warzilek große Verdienste um den völkerverbindenden Jugendaustausch.
Über sechs Jahre hinweg führte er als Vorsitzender der Vereinigung Öffentlicher Mandatare Tirol politisch denkende Menschen und Funktionsträger aller politischen Couleur zusammen.
Für sein großes gesellschaftspolitisches Engagement wurde Rudi Warzilek vielfach ausgezeichnet. Unter anderem erhielt er das Große Silberne Ehrenzeichen für Verdienste um die Republik Österreich (1998), das Verdienstkreuz der Stadt Innsbruck (2009), das Ehrenzeichen des Landes Tirol, die Olympiamedaille 1964 und 1976 sowie die Goldene Verdienstplakette der Kameradschaft der Exekutive.
„Mit dem Tod von Rudi Warzilek verliert die Innsbrucker Volkspartei eine herausragende Persönlichkeit, die sich über Jahrzehnte mit großem Engagement und tiefem Verantwortungsbewusstsein für das Gemeinwohl und die Sicherheit der Bürgerinnen und Bürger eingesetzt hat. Er war ein Volksvertreter im besten Sinne des Worte, bodenständig, nahbar und stets den Anliegen der Menschen verpflichtet. Sein Einsatz galt besonders jenen, die oft keine laute Stimme haben. Wir werden sein Lebenswerk mit Dankbarkeit in lebendiger Erinnerung behalten. Unser tiefes Mitgefühl gilt in dieser schweren Zeit seiner Familie und allen, die ihm nahestanden“, so Innsbrucks VP-Stadtparteiobmann LR Mario Gerber in seiner Würdigung.